# Marjorie Reynolds
Marjorie Reynolds (ur. 12 sierpnia 1917, zm. 1 lutego 1997) – amerykańska aktorka filmowa i telewizyjna.

## Filmografia
Seriale
- 1951: Racket Squad
- 1953–1958: The Life of Riley jako Peg Riley
- 1960: Shirley Temple's Storybook jako Betty
- 1978: Pearl jako pielęgniarka #3

Filmy
- 1933: College Humor jako studentka
- 1937: Murder in Greenwich Village jako Molly
- 1942: Gospoda świąteczna jako Linda Mason
- 1940: Up in the Air jako Anne Mason
- 1944: Ministerstwo strachu jako Carla Hilfe
- 1962: The Silent Witness jako Mary

## Wyróżnienia
Posiada swoją gwiazdę na Hollywoodzkiej Alei Gwiazd.